# SBS M
SBS M er en sydkoreansk musik-tv-kanal ejet af Seoul Broadcasting System.